# Amphiacusta periphanes
Amphiacusta periphanes är en insektsart som beskrevs av Otte, D. och Perez-gelabert 2009. Amphiacusta periphanes ingår i släktet Amphiacusta och familjen syrsor. Inga underarter finns listade i Catalogue of Life.